# Маја Ђурић
Маја Ђурић (Цетиње, 1966) историчар уметности је, уметнички фотограф и професор на Универзитету Доња Горица у Подгорици. Члан је Удружења историчара умјетности Црне Горе (Савјет за издавачку дјелатност), Удружења фотографа Црне Горе, Одјељења друштвених наука ЦАНУ, Одбора за етнологију...

## Биографија
Рођена је на Цетињу 30. новембра 1966. године, у фамилији која је генерацијама, више од једног века, недрила уметнике. У родном граду је завршила основну и средњу школу, да би школовање наставила у Београду. На Филозофском факултету дипломирала је историју уметности 1993. године, код професора Бате Петковића са темом „Маниристичка криза у Тицијановом сликарству“. Магистарске студије је завршила 1995. године у Прагу на Централно-европском универзитету у класи професора Јана Џефрија (Ian Jeffrey) – одсек за историју уметности, филозофије и архитектуре. Докторске студије је завршила у Београду.
Као историчар уметности, интензивно се бави проучавањем културне баштине Црне Горе, историјом фотографије и теоријом културе.

## Професионална ангажовања

### Као фотограф
Као свестрано надарени уметник пише стручне текстове, репортаже, арт-текстове и објављује ауторске фотографије у многим нашим и иностраним новинама и часописима, уз новинарску фотографију бави се интензивно портретном и пејзажном фотографијом. Њене уметничке фотографије су излагане на више од четрдесет групних и на десет самосталних изложби – од Будве, до светских метропола попут Београда, Будимпеште, Москве, Шангаја...
Сарадник је фотографске агенције из Париза „Wostokpress“, саветник за Црну Гору Европског водича за фотографију (Немачка, Готингем, European photography guide. No. 8), један је од оснивача и председница „Института за фотографију Црне Горе“, а њене фотографије коришћење су и у играним филмовима, музичким и туристичким спотовима, маркетиншким кампањама.
Комесар је и аутор великог броја изложби међу којима изложбе савремене црногорске фотографије „IN MONTENEGRO“ одржане у оквиру дана културе СРЦГ у Берлину септембар 2005. године, пројекта „Један дан у животу Црне Горе“ (радионица и изложба) део званичног програма „METUBES међународне туристичке берзе“ Будва, Модерна галерија, март 2006. године, члан креативног тима (селектор фотографија, самостално представљање фотографија) црногорског павиљона Expo 2010, Шангај, Кина итд.
У јуну 2018. године њеном изложбом „Одраз” отворена је Манифестација „Подгоричко културно љето” у Модерној галерији у Подгорици.

### Као педагог
Тренутно је ангажована као професор на Универзитету Медитеран у Подгорици, Факултету умјетности Универзитета Доња Горица и на Факултету за бизнис и туризам у Будви. Предаје: уметност фотографије, примењену фотографију, историју фотографије, историју уметности, културну баштину Црне Горе.

## Награде
Добитник је више домаћих и иностраних награда за фотографију међу којима и прве награде на међународној изложби „Marubi 2003“, награде за најбољу новинску фотографију у Црној Гори „MONT PRESS PHOTO 2007“, прве награде у категорији туристичка фотографија на 4. Фестивалу туристичких комуникација FTK 2010. године (METUBES, Будва).